# Голобрдци
Голобрдци су насељено место у саставу града Пожеге, у Славонији, Република Хрватска.

## Становништво
На попису становништва 2011. године, Голобрдци су имали 332 становника.

## Попис1991.
На попису становништва 1991. године, насељено место Голобрдци је имало 395 становника, следећег националног састава:
| Попис 1991.‍  | Попис 1991.‍  | Попис 1991.‍ | Попис 1991.‍ | Попис 1991.‍ |
| ------------ | ------------ | ----------- | ----------- | ----------- |
|              |              |             |             |             |
| Хрвати       | Хрвати       |             | 382         | 96,70%      |
| Мађари       | Мађари       |             | 1           | 0,25%       |
| Срби         | Срби         |             | 1           | 0,25%       |
| неопредељени | неопредељени |             | 6           | 1,51%       |
| непознато    | непознато    |             | 5           | 1,26%       |
| укупно: 395  |              |             |             |             |